# Dái ngựa (cây)
Dái ngựa, xà cừ Tây Ấn, dái ngựa Tây Ấn hay nhạc ngựa (danh pháp khoa học: Swietenia mahagoni) là một loài trong chi Dái ngựa (Swietenia) của họ Xoan (Meliaceae). Loài này được Carl von Linné miêu tả khoa học đầu tiên năm 1753. Chúng là loài bản địa miền nam Florida, Cuba, Jamaica và Hispaniola.
Nó là cây thân gỗ với lá bán thường xanh, kích thước trung bình, có thể cao tới 30–35 m. Các lá kép lông chim chẵn, dài 12–25 cm, với 4 tới 8 lá chét, mỗi lá chét dài 5–6 cm và rộng 2–3 cm; không có lá chét ở đầu cùng. Hoa nhỏ, mọc thành chùy hoa ở nách lá. Quả là dạng quả nang hóa gỗ hình trứng ngược, dài 5–10 cm và rộng 3–6 cm, chứa nhiều hạt có cánh.

## Trồng và sử dụng
Swietenia mahagoni là loài mà từ đó người ta sản xuất gỗ dái ngựa thật sự. Sự cung ứng gỗ dái ngựa hiện nay đã trở nên rất khan hiếm do thu hoạch thái quá và những loại gỗ dái ngựa buôn bán trên thị trường hiện nay thực ra là từ các loài khác có quan hệ họ hàng gần, thường là lớn nhanh nhưng chất lượng gỗ kém hơn. Gỗ đỏ hồng, thớ mịn, dùng làm đồ mộc, gỗ dán, đóng xe, tàu thuyền v.v.
Nó cũng được trồng làm cây tạo cảnh quan và lấy bóng mát trong một số khu vực thuộc vùng nhiệt đới và cận nhiệt đới.

## Thư viện ảnh

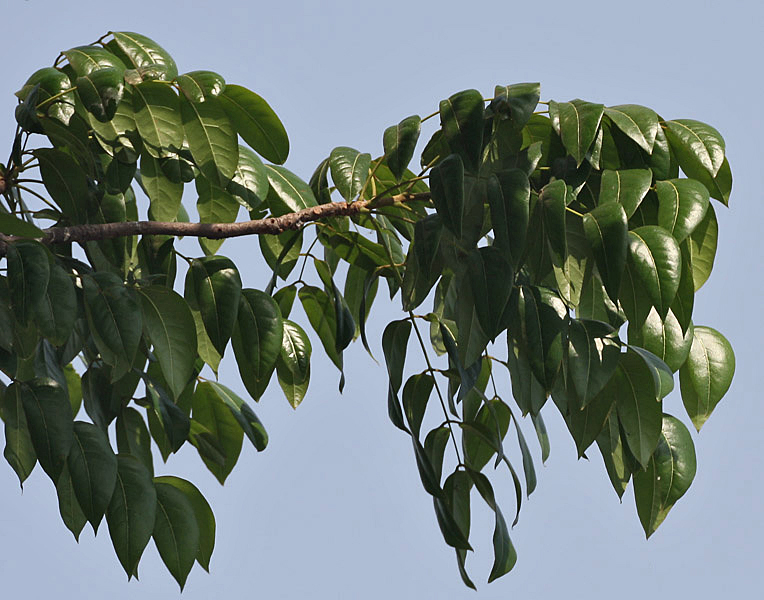
Lá
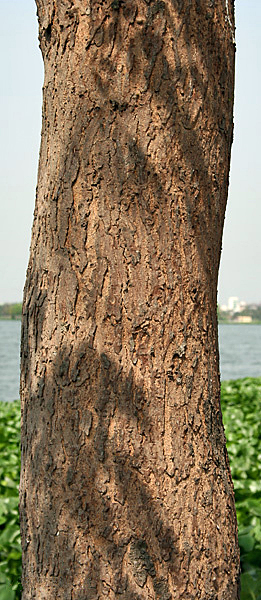
Vỏ cây